# Дав Камерон
Дав Оливија Камерон (енгл. Dove Olivia Cameron; Бејнбриџ Ајланд, 15. јануар 1996) америчка је певачица и глумица. Постала је позната по двојној улози у серији Лив и Меди (2013—2017) и Мал у филму Наследници (2015).

## Биографија
Рођена је 15. јануара 1996. године под именом Клои Селест Хостерман у Бејнбриџ Ајланду. Има старију сестру, Клер Хостерман. Делом је Францускиња, те делимично разуме француски језик. Изјавила је да је такође руског, словачког и мађарског порекла. Рекла је да је била малтретирана скоро током целокупног школовања, од петог разреда до краја средње школе. Године 2011. преминуо јој је отац, када је имала 11 година. Након његове смрти, променила је своје име у Дав у част свог оца, који ју је тако звао.
Изјавила је да је бисексуалног опредељења, али је у мају 2021. рекла да би квир био најпрецизнији појам којим би описала своју сексуалност. Такође се изјашњава као феминисткиња. У мају 2022. говорила је о својој борби са депресијом и дисфоријом.

## Дискографија
- (2023)

### Музички спотови
| Спот                                   | Година | Режисер             |
| -------------------------------------- | ------ | ------------------- |
| Better in Stereo                       | 2013   | Брандо Дикерсон     |
| If Only                                | 2015   | Кени Ортега         |
| Written in the Stars                   | 2015   | Колтон Тран         |
| Have Yourself a Merry Little Christmas | 2015   |                     |
| Genie in a Bottle                      | 2016   | Џеј Мартин          |
| Glowing in the Dark                    | 2016   | Колтон Тран         |
| Make You Stay                          | 2016   | Колтон Тран         |
| Ways to Be Wicked                      | 2017   | Кени Ортега         |
| Waste                                  | 2019   |                     |
| Bloodshot                              | 2019   |                     |
| So Good                                | 2019   |                     |
| Out Of Touch                           | 2019   |                     |
| We Belong                              | 2020   |                     |
| LazyBaby                               | 2021   |                     |
| Taste Of You                           | 2021   | Felicity Jayn Heath |
| Boyfriend                              | 2022   |                     |
| Breakfast                              | 2022   |                     |
| We Go Down Together                    | 2023   |                     |
| Use Me                                 | 2023   | Austin Peters       |
| Sand                                   | 2023   |                     |

## Филмографија
| Улоге Дав Камерон |                         |               |                    |          |
| Година            | Српски назив            | Изворни назив | Улога              | Напомена |
| 2013—2017.        | Лив и Меди              |               | Лив Руни/Меди Руни |          |
| 2014.             | Клауд 9                 |               | Кејла Морган       |          |
| 2015.             | У школи је најгоре      |               | Лиз Ларсон         |          |
| 2015.             | Наследници              |               | Мал                |          |
| 2015—2017.        | Наследници: Злобни свет |               | Мал (глас)         |          |
| 2017.             | Наследници 2            |               | Мал                |          |
| 2019.             | Наследници 3            |               | Мал                |          |
| 2019.             |Angry Birds филм 2                  |               | Ела (глас)         |          |